# فرناندو سكافاسين
فرناندو سكافاسين (مواليد 24 نوفمبر 1984) هو مبارز بالسيف برازيلي، مثّل بلاده في الألعاب الأولمبية الصيفية 2016.

## روابط خارجية
فرناندو سكافاسين على موقع الاتحاد الدولي للمبارزة (الإنجليزية)
- فرناندو سكافاسين على موقع أوليمبيديا (الإنجليزية)